# 膵癌

膵臓の位置。膵頭部に総胆管が走行しており、これが癌に巻き込まれると黄疸が出現する。

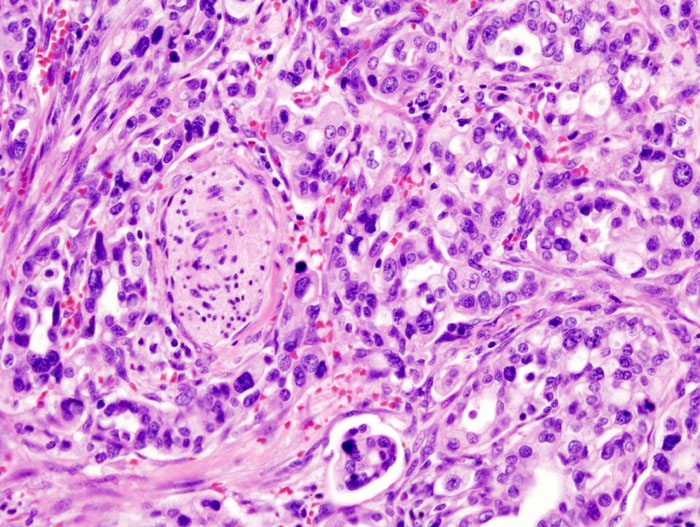
膵癌の組織像（HE染色）。膵管由来と思われる癌細胞が増殖している。

膵癌（すいがん、英: Pancreatic cancer）は、膵臓に発生した上皮由来の悪性腫瘍（癌）である。膵臓癌、膵臓がん（すいぞうがん）とも呼ぶ。

## 臨床像
膵癌の自覚症状としては腹痛や体重減少などがあるが、特異的な症状はなく、早期の場合はほとんどは無症状で、多くは進行してから発見されることが多い。人間ドックや、偶然CTや超音波検査の画像検査によって発見される以外では、膵鉤部・膵頭部癌では、腫瘍が総胆管を閉塞して黄疸を生じたり、酸素欠乏によるランゲルハンス島の活動低下により糖尿病が悪化したり、血糖値やアミラーゼ値が上昇したりするといった形を呈することがある。

## 疫学

2004年における10万人毎の膵癌による死亡者数（年齢標準化済み）
データなし
1人以下
1人
2人
3人
4人
5人
6人
7人
8人
9人
10人
10人以上

厚生労働省の統計では日本において膵癌死亡者数は毎年約22,000人以上であり、癌死亡順位で男性で5位、女性で6位で年々増加傾向にある。
|     | 死亡数 (2017年) | 死亡数 (2017年) | 死亡数 (2017年) | 罹患数 (2014年) | 罹患数 (2014年) | 罹患数 (2014年) |
| 男  | 女              | 男女            | 男              | 女              | 男女            |                 |
| --- | --------------- | --------------- | --------------- | --------------- | --------------- | --------------- |
| 1位 | 肺              | 大腸            | 肺              | 胃              | 乳房            | 大腸            |
| 2位 | 胃              | 肺              | 大腸            | 肺              | 大腸            | 胃              |
| 3位 | 大腸            | 膵臓            | 胃              | 大腸            | 胃              | 肺              |
| 4位 | 肝臓            | 胃              | 膵臓            | 前立腺          | 肺              | 乳房            |
| 5位 | 膵臓            | 乳房            | 肝臓            | 肝臓            | 子宮            | 前立腺          |

### 転移
膵癌は肝臓、肺、骨によく転移する。また、骨転移の頻度は1 - 3%である。

#### がん幹細胞
日本の熊本大学などの研究チームは2023年、膵がんの転移や再発を引き起こすがん幹細胞を発見したと発表した。

## リスクファクター
発症の危険因子としては以下がある。
- 喫煙：非喫煙者と比べリスクが2倍から3倍[7]
- 飲酒：5年間飲酒習慣が一定の男性で、飲酒量が多いほど膵がんの罹患リスクが高くなることが示された[8]。
- 肥満・運動不足：リスクが2倍[9]
- 長期にわたる糖尿病：2倍。血糖コントロール悪化で入院した糖尿病患者の1.14%に新規に膵癌が指摘された[10]。
- ソフトドリンクと100%果汁ジュース：これらの消費量と膵がん発生は関連する[11]。
- 非発酵性大豆食品摂取量と膵がん罹患リスクが関連[12]
- 非遺伝性の慢性膵炎：2倍から6倍
- O型以外の血液型：1倍から2倍

遺伝的症候群とその関連した遺伝子
- 遺伝性膵炎（PRSS1, SPINK1）：約50%が発症する[13]。
- 家族性異型多発母斑黒色腫症候群（Familial atypical multiple mole and melanoma syndrome、略称:FAMMM）（p16）：10%から20%[14]
- 遺伝性乳癌卵巣癌症候群（BRCA1, BRCA2, PALB2）：1%から2%
- ポイツ・ジェガーズ症候群（Peutz-Jegher's Syndrome）：30%から40%
- 遺伝性非ポリポーシス大腸癌 (Hereditary non-polyposis colon cancer、略称:HNPCC、Lynch syndrome）（MLH1, MSH2, MSH6）：4%
- 毛細血管拡張性運動失調症（Ataxia Telangiectasia）：合併率不明。
- リ・フラウメニ（Li-Fraumeni）症候群：合併率不明。

遺伝性膵炎、家族性大腸線種ポリポーシス、FAMMM、ポイツ・ジェガーズ症候群などの遺伝性疾患では膵癌発生率が高く、遺伝性膵癌症候群とも呼ばれる。

### 糖尿病との関係
日本人においては、糖尿病と膵癌のリスク増加は関連がある。糖尿病と癌罹患に共通する危険因子（加齢、肥満、不適切な食事、運動不足）により関連している可能性がある。糖尿病により膵癌リスクが高まる機序としては、高インスリン血症、高血糖、炎症などが考えられる
膵臓癌における糖尿病の有病率は68%。糖尿病とがんに関する委員会による日本における8つのコホート研究を用いた大規模なプール解析では、糖尿病でない者に対する糖尿病患者の膵臓癌の発症率は1.8倍である。また、新規に発症した糖尿病を合併した膵臓癌は、膵頭十二指腸切除の後、57%で糖尿病が消失したことが報告されている。

## 分類
発生する部位によって以下の通りに分類される。
- 膵鉤部癌
- 膵頭部癌 - 膵癌のうち60%は膵頭部に発生する[17]。
- 膵体部癌
- 膵尾部癌

## 病理
膵癌は膵臓のいずれの組織からも発生しうるが、それぞれ全く異なる性質を示す腫瘍となる。
- 浸潤性膵管癌（Invasive ductal carcinoma） - 膵癌の約90%を占める代表的な組織型で、通常型膵癌とも呼ばれる。膵管に由来する。
- 膵内分泌腫瘍（pancreatic endocrine tumor[18]） - 内分泌腺（ランゲルハンス島）に由来し、約8割が何らかのホルモンを産生する。通常型膵癌と比較して抗剤が効きにくいが進行も緩やかである。
- 膵管内乳頭粘液性腫瘍（英語:  intraductal papillary-mucinous neoplasms、略称:IPMNs）[19] - 膵管上皮から発生する腫瘍で、膵管内発育と粘液産生を特徴とする。一般に悪性度が低く経過観察が可能であるが、悪性化の所見があるものは手術治療の対象となる。
- 粘液性嚢胞腫瘍（英語: mucinous cystic tumors、略称:MCTs） - 粘液を有する大型・多房性の嚢胞性病変で、中年女性に好発する。悪性度が高く、通常型膵癌に準じた治療が行われる。
- 腺房細胞癌 - 腺房に由来する比較的稀な腫瘍である。
- そのほか稀な組織型 - Solid-pseudopapillary carcinoma、未分化癌、漿液性嚢胞腺癌（きわめて稀）、転移性膵癌など。

## 検査

### 血液検査
- 腫瘍マーカー：以下の値が高値を示すことで指標として用いられる。
  - CA 19-9
  - DUPAN-2
  - SPAN-1
  - エラスターゼ 1
  - NCC-ST-439
  - SLX
  - miRNA[20]

### 画像検査
以下の画像検査を行うことで評価を行う。
超音波検査
一般に検診にて用いられる。典型的な膵管癌は境界不明瞭で不整形の低エコー域として描出される。膵頭部の癌では主膵管や胆管の拡張も認められる。
CT
非造影検査では臨床的に有用な情報が乏しいため、一般にダイナミック造影を行う。膵癌は血流に乏しいことが多いため、造影早期（動脈相）には膵実質よりも造影不良域として描出される。造影後期（平衡相）では膵実質と同程度の造影効果を示すため不明瞭となる。一方、膵内分泌腫瘍は血流に富むため造影早期から強く増強される。また、周囲への浸潤像やリンパ節転移、遠隔転移の評価も行える。
MRI
胆管・膵管を描出するMRCP画像では膵管の不整や狭窄、途絶を評価できる。造影MRIでも造影CTと同様の評価が可能である。
FDG-PET
癌に一致して異常集積が見られるが、炎症との鑑別はしばしば困難である。
内視鏡的逆行性胆道膵管造影（Endoscopic retrograde cholangio-pancreatography、略称：ERCP）
特殊な内視鏡で胆管と膵管を直接造影する方法である。膵管癌では膵管の不規則な狭窄や途絶が見られ細胞診が施行できる。合併症として膵炎を起こすことがある。
超音波内視鏡（Endoscopic ultrasonography、略称：EUS）
先端に超音波探触子がついた内視鏡を使用し、胃内や十二指腸内から観察する超音波検査。腫瘍の穿刺細胞診も行える。

### 検診

#### 尾道方式による早期発見・治療
広島県尾道地区では、膵癌の危険因子が複数ある人に超音波検査をして異常所見があった場合、非侵襲的な検査をさらに受けてもらい、早期発見・治療につなげる取り組みを2007年から実施しており、他地域にも広がり「尾道方式」と呼ばれている。

#### アメリカ予防医学専門委員会の検診非推奨
アメリカ予防医学専門委員会（USPSTF）は2019年8月6日、膵臓癌検診に関する有益性と有害性をレビューした結果、症状のない成人に対する膵臓癌検診を推奨しないとする声明を発表した。

## 病期分類
膵癌の病期分類には、日本膵臓学会の膵癌取扱い規約と国際的なUICC分類の2つがあるが、膵癌取扱い規約は第7版からUICC分類との整合性を取る形で変更されている。いずれもTNM分類をもとに、4段階の進行度（ステージ）に分けられる。
膵癌取扱い規約（第7版）
I期：大きさが20mm以下で膵臓内に限局するもの、または20mmを越えるがリンパ節転移のないもの。
II期：膵外への浸潤はないがリンパ節転移があるもの、または癌が膵外へ進展するが腹腔動脈もしくは上腸間膜動脈に及ばないもの。
III期：癌が膵外へ進展し、腹腔動脈もしくは上腸間膜動脈に及ぶもの。
IV期：遠隔転移があるもの。
進行度により、手術、全身化学療法、放射線療法、あるいはこれらの組み合わせが行われる。進行度は治療の観点から以下の3段階に分けられる。
- 切除可能：癌が膵臓周囲に限局しており、重要な血管への浸潤や遠隔転移がない段階。膵癌取扱い規約によるStageIVa以下の膵癌で、腹腔動脈（膵頭部癌）や上腸間膜動脈に浸潤がないものが該当する。手術による切除が第一選択の治療法である。
- 局所進行：癌が膵臓周囲に限局しているものの、重要な血管への浸潤や後腹膜への広範囲な進展によって根治切除不能とみなされる段階。化学放射線療法もしくは全身化学療法が行われている。
- 遠隔転移あり：癌が膵臓周囲を超えて全身へ広がっている段階。肝臓への転移もしくは腹膜播種によるものが多い。この段階ではたとえ目に見える癌をすべて切除したとしても早期に再発するため、膵切除による治療上の利点はないと考えられている。全身化学療法が第一選択の治療法である。

## 治療
外科的切除が根治的治療であるが、発見時には進行していることが多く、手術不能の場合が多い。
- 臨床病期分類Stage 0からIIIのうち手術可能：術前化学療法（GEM＋S-1療法）+手術加療にての根治的切除に術後補助化学療法を併用。
- 臨床病期分類Stage IIからIIIのうち手術不能：化学放射線療法または化学療法
- 臨床病期分類Stage IV：化学療法

### 外科手術
腫瘍を含めての膵切除術が行われる。最も侵襲が大きい手術の一つでもあるため、適応は患者の年齢や全身状態を考慮して検討される。高難度手術であるので、高度専門医療機関やハイボリュームセンター（手術件数の多い病院）での手術が望まれる。
- 膵頭部癌・膵鉤部癌：膵頭十二指腸切除術（PD）
- 膵体部癌・膵尾部癌：膵体尾部切除術

また、膵全摘術は予後・QOLを考慮しあまり行われなくなってきている。また腹部大動脈周囲や上腸間膜動脈周囲のリンパ節郭清は、手術侵襲が大きい上に生存率に改善がないため、施行されなくなってきている。
ほか、不可逆電気穿孔法（IRE、通称:ナノナイフ）があり、こちらの場合、開腹と穿刺の2通りが考えられ、後者の場合侵襲度が低い。
血管に浸潤した、切除不能膵癌も治療できることが特徴。

### 化学療法
外科的切除後に行われる化学療法としては以下がある。
- GEM（ゲムシタビン）単独療法：世界的には標準治療。CONKO-001試験で対照群のプラセボとの比較で優れていた。
- S-1単独療法：日本での標準治療。JASPAC-01試験で対照群のGEM単独療法との比較で優れていた。
- GEM+カペシタビン併用療法：ESPAC-4試験でGEM単独療法と比較して有意に生存期間を延長した。
- modified FOLFIRINOX療法：対照群のGEM単独療法との比較で優れた成績であった。術前化学療法の効果を検討した試験では、行った群で有意に生存期間が延長したため、術前にGEM＋S-1療法を行う。

Border line resectable症例については術前にS-1＋RTまたはFOLFIRINOX（フォルフィリノックス）またはGEM+nabPTX（アルブミン懸濁型パクリタキセル）療法を行う。
全身化学療法としては以下がある。
- 5-FU単独療法
- GEM単独療法：5-FU単独療法との比較で優越性を示した。
- S-1単独療法（GEST試験）：GEM単独療法との比較で非劣性を示した。同じ試験でGEM＋S-1併用療法はGEM単独療法との比較で優越性を示せなかったため、標準治療とは見なされていない。

以下の3つはGEM単独療法と比較して優越性を示しており、後2レジメンが現在の標準的な一次治療である。
- GEM＋エルロチニブ併用療法
- GEM＋nab-パクリタキセル併用療法（MPACT試験）
- FOLFIRINOX療法：オキサリプラチン (L-OHP) ＋イリノテカン (CPT-11) ＋レボホリナート（ｌ-LV：ロイコボリン）＋5-FU（ACCORD11試験）

「BRCA遺伝子変異陽性の治癒切除不能な膵癌におけるプラチナ系抗癌剤を含む化学療法後の維持療法」を適応症としてオラパリブが認可されている。
二次治療としてはGEMベースの一次治療を行った場合はフッ化ピリミジン系薬剤ベースのレジメンを、FOLFIRINOXなどフッ化ピリミジン系薬剤ベースのレジメンを行った場合はGEMベースのレジメンが選択される。一次治療にGEMベースのレジメンを選択した場合の二次治療としてNAPOLI-1試験の結果よりよりnal-IRI（オニバイド🄬）+5FU/LV療法が適応を有している。

### 放射線療法
他臓器への転移はないが動脈浸潤などのため切除不能な局所進行膵癌に対しては、化学療法（5-FUまたはS-1またはGEM）と放射線照射を同時に行う化学放射線療法が行われる。
また、開腹手術を行い病巣付近に集中的に放射線を照射する方法（術中照射）も行われることがある。

### その他
- 免疫療法：種々の方法で免疫系を賦活化させ、癌の進行を抑える治療法である。腫瘍特異的な抗原に対する細胞傷害性T細胞を誘導する方法などが試みられている。副作用が比較的軽微であるのが特徴で、他の抗癌療法との併用も行われている。未だ開発途中の治療法であり、一部の施設で臨床試験として行われている程度である。また民間において独自に活性化自己リンパ球移入療法を行っている施設もあるが、治療効果におけるエビデンスが乏しいため一般には推奨されていない。「切除不能膵癌」については、日本膵臓学会はその診療ガイドラインにおいて「切除不能膵癌に対して生存期間の延長を考慮した場合，一般臨床として免疫療法を行わないことを提案する」としている[25]。
- 支持療法：癌による諸症状を緩和するために行われる治療法である。痛みの緩和、消化器症状の緩和、栄養状態の改善、腹水のコントロール、精神的苦痛のケアなど、その範囲は多岐にわたる。症状コントロールにより抗癌治療の継続を可能にし、有効な抗癌治療がなくなった後でもQOLを保ち命を全うすることを可能とする。膵癌においてはほぼ全ての患者が癌により死亡するため、特に重要と考えられている。
- ハイパーサーミア - 前立腺肥大や振戦の治療に使われる高密度焦点式超音波治療法による非侵襲治療が実現している[24]。

## 予後
早期発見が困難な上に進行が早いため予後は不良で、5年生存率は部位別癌のなかで最下位（5%）であり、そのため膵臓は「沈黙の臓器」と呼ばれている。罹患者の2割（UICC TNM分類ステージ1・2）が外科切除の対象となるが、リンパ節転移が早い段階でみられ、切除が行われた場合でも約7割が再発する。

## 膵癌になった人物
(アイウエオ順）
- 安藤忠雄　十二指腸乳頭部の癌と膵臓癌から生還
- 青江三奈
- 浅香光代
- 淡島千景
- 石堂淑朗
- 石原慎太郎
- 今くるよ
- 翁長雄志
- 影丸穣也
- 叶井俊太郎
- 壁村耐三
- かまやつひろし
- 川上貞奴
- 黒川紀章
- 栗本薫（中島梓）
- 小林修 (声優)
- 今敏
- さいとう・たかを
- 佐々木守
- 櫻井智
- 下條正巳
- 昭和天皇　原発部位は十二指腸とされる
- 菅谷大介　2022年にInstagram（@sugaya_daisuke_）で公表
- スティーブ・ジョブズ
- ダイアン・ソーン
- 大翔鳳昌巳
- 高石ともや
- 田中カ子　45歳で膵臓癌の手術後、119歳まで生きた
- 千代の富士貢
- 曽我町子
- 高橋悦史
- 武智鉄二
- 常石敬一
- 富山敬
- とりいかずよし
- 夏八木勲
- 羽田亨
- 林邦史朗
- 日吉ミミ
- 平塚八兵衛
- フジ子・ヘミング
- 星野仙一
- ルネ・マグリット
- 正宗白鳥
- 松島みのり
- 矢口高雄
- 八千草薫
- 山本薩夫
- ウィンスロップ・ロックフェラー